# خلف بن احمد
خَلَف بن اَحمَد بن لیث صفاری ملقب به امیر خلفِ بانو، آخرین امیر صفاری بود که از حدود سال ۳۵۲ تا ۳۹۳ قمری که غزنویان بر آنها چیره گشتند بر سیستان حکم راند. لقب سلطان را برای نخستین بار خلف بن احمد برای سلطان محمود غزنوی به‌کار برد.
دوران فرمانروایی این واپسین امیر صفاری که حدود چهل سال به طول انجامید، در کش و قوس نبردهای مقطعی با طاهر و فرزندانش به ویژه حسین بن طاهر سپری شد. او که هم‌عصر حکومت‌های مقتدر محلی، همچون آل بویه، سامانی و غزنویان بود، به ناچار و بر حسب اوضاع آن زمان با آنان روابط حسنه و برخی اوقات خصمانه برقرار می‌ساخت.
در زمان خلف بن احمد، و به دستور او، تفسیری بزرگ شامل صد جلد برای قرآن نوشته شد. امروزه از این تفسیر، سراغی نداریم.
جولوغ سیستانی، یکی از ملازمان امیرخلف بانو، پدر شاعر معروف، فرخی سیستانی بود. خلف بن احمد در یکی از قصیده‌های تاریخی فرخی تأثیر فراوان دارد و برای درک این قصیده به دانستن احوال خلف بن احمد نیاز است.

## پیشینه
بانو ظاهراً نام جدهٔ خلف بن احمد بود که او را بدین نام خوانده‌اند؛ و این خلف نبیرهٔ دختر عمرو بن لیث بود به روایت ابن اثیر، هرچند برخی او را نبیرهٔ یعقوب نیز گفته‌اند و بدیع همدانی در قصیدهٔ لامیهٔ خود خلف را به هر دو پادشاه یعنی یعقوب و عمرو لیث منسوب کرده‌است.
با کشته شدن امیر جعفر، فرزندش خلف بن احمد، بعد از یک فراز و نشیب پنجاه روزه پس از مرگ پدر، در پنجم جمادی‌الثانی سال ۳۵۳ ق / هجده ژوئن ۹۶۴ م، بر تخت فرمانروایی سیستان نشست و سپهسالاری خود را به «ابو یوسف محمد بن یعقوب مدرکی» سپرد.
برخی مورخان از جریان لشکرکشی محمود غزنوی به سیستان نوشته‌اند که چون خلف به دژ کاخ رفت، پیرامون آن خندق کند، محمود دژ را محاصره و خندق را پر کرد و به این ترتیب دژ را گشود و بیشتر امرای خلف را به قتل رساند. خلف از بیم این رویداد، بیهوش شد و چون به هوش آمد بر روی پاهای محمود افتاد و از او طلب بخشش کرد و پس از این عمل خلف، محمود را سلطان نامید. محمود نیز بنا به درخواست خلف او را به گرگان فرستاد. خلف پس از چندی به جوزجانان رفت و در ۳۹۷ یا ۳۹۹ ق در همان‌جا درگذشت.